# SNCF
La SNCF, siglas en francés de «Société nationale des chemins de fer français» (en español: Sociedad Nacional de Ferrocarriles Franceses), es una sociedad estatal francesa que actúa como empresa matriz de un grupo de empresas ferroviarias en ese país y en el resto de Europa.
Desde 2020 se estructura en cinco filiales de las que dependen el resto de empresas del grupo:
- SNCF Réseau, que es el administrador de infraestructuras ferroviarias de Francia
  - SNCF Gares & Connexions, que se encarga de las estaciones
- SNCF Voyageurs, operadora de transporte de pasajeros
- Rail Logistics Europe, que se encarga del transporte de mercancías
  - Fret SNCF, operadora de transporte de mercancías
  - Captrain, red de empresas europeas de transporte de mercancías
  - VIIA, autopista ferroviaria
  - Naviland Cargo, transporte combinado
  - Forwardis, transitario
- Geodis, empresa logística
- Keolis, empresa de transporte público

La empresa emplea a cerca de 270.000 personas y facturó 33.500 millones de euros en 2017.
La SNCF explota en torno a 32.000 kilómetros de líneas, y 1850 km de línea de alta velocidad. Pone en circulación una media de 14 000 trenes diarios, y transporta 1000 millones de pasajeros al año. Por su volumen de actividad, es la segunda empresa ferroviaria de la Unión Europea tras la Deutsche Bahn.

## Historia

### Creación de la SNCF
La SNCF fue constituida por el gobierno francés en 1938. Su capital se repartió entre el Estado francés, que se quedó con un 51 %, y las compañías ferroviarias privadas que se fusionaban, que tuvieron un 49 %. En aquella época se trataba de satisfacer un plan de servicios públicos básicos a través de subvenciones estatales. La SNCF podía explotar libremente los servicios que no aparecían marcados en dicho plan, por lo que en estos casos eran solo líneas rentables económicamente.

### La requisa alemana
A partir de 1940 y tras el armisticio firmado por el gobierno de Philippe Pétain con los nazis, los alemanes requisan la SNCF. Estos la utilizarán fundamentalmente para trasladar tropas por Francia, así como la deportación de judíos entregados por el general Petain a las autoridades alemanas, para su posterior envío a campos de concentración y exterminio alemanes. A pesar de este control nazi de la empresa, los ferroviarios franceses fueron un importante núcleo en la resistencia francesa a la ocupación, y fundaron la llamada Resistance Fer, que sería la oposición más frontal y dura a la que se enfrentaron las tropas alemanas, y a la que no pudieron vencer, debido a sus espectaculares y planificados sabotajes de la red ferroviaria, así como la filtración a los aliados de los movimientos de los alemanes. Los ferroviarios fueron reconocidos por su resistencia al régimen nazi, lo que les valió varios homenajes, destacando entre ellos el nombre de la locomotora CC6530, bautizada con el nombre Resistance Fer.

### La posguerra
La guerra acabó en 1945, y la SNCF se encontró con una red totalmente devastada, un material anticuado, bajo mínimos, y con necesidades urgentes de renovación y mantenimiento. Por ese motivo la SNCF siguió bajo la tutela del estado, con lo que poco a poco consiguió recuperar lo que había perdido, en parte gracias a la ley de transportes terrestres, que otorga prioridad al transporte de viajeros a la SNCF, debiendo los transportes de viajeros por carretera ser complementarios a los del ferrocarril, lo que impedía una competencia directa con ellos.

### El camino a la Alta Velocidad
El momento cumbre de esta salida a flote fue el 20 y 21 de marzo de 1955, en la línea de las Landas, cuando la CC7107 y la BB9004 alcanzan los 331 km/h entre Dax e Ychoux, récord mundial de velocidad para locomotoras eléctricas que conservarían hasta el 2 de septiembre de 2006, cuando la Taurus 1216.150 de Siemens alcanzó los 357 km/h en el trayecto Ingolstadt - Almanstein. Un año más tarde, la llegada de Louis Armand a la presidencia de la SNCF reaviva los proyectos de electrificación en 25 Kv en corriente alterna y los proyectos de la Alta Velocidad. El 24 de marzo de 1972 salía de la factoría de Alstom en Belfort el TGV 001, el primer prototipo del tren de alta velocidad, equipado de dos turbinas de gas, que alcanzaría los 318 km/h, en la línea de las Landas, el 8 de diciembre de 1983. Pero la crisis del petróleo de 1973 frena el proyecto de la turbina de gas, lo que obliga a Jean Marie Metzler, creador del TGV, a investigar la migración del TGV a electricidad, lo que le valió ser tratado de loco. 
Pero la SNCF no dejó nunca la idea del TGV, y en 1980 saldrían las dos primeras ramas preserie del TGV PSE, que efectuaría pruebas de velocidad en la línea de Alsacia. El 26 de febrero de 1981, la rama TGV PSE 16 alcanza los 381 km/h en la línea de Alta Velocidad París - Lyon que sería inaugurada el 21 de septiembre de ese mismo año. Durante ese período, el gobierno francés, para evitar una gran carga económica, reactiva el convenio de 1938, quedándose con el 51% de la empresa y cediendo el resto a los antiguos concesionarios.

### La época actual
La SNCF vuelve a ser pública el 1 de enero de 1982, y el gobierno francés la convierte en una EPIC (Empresa Pública con Carácter Industrial y Comercial), con un modelo de explotación distinto. Los trenes regionales y de interés público siguen las pautas marcadas por los gobiernos regionales, que invierten de media un tercio de su presupuesto en el ferrocarril, mientras que en los trayectos de larga distancia no recibe subvención alguna. La rama TGV Atlantique 325 alcanza el 18 de mayo de 1990 los 515,3 km/h, lo que le proporcionaba el récord absoluto de velocidad sobre raíles, y el 3 de abril de 2007 superó su propio registro al llegar a los 574,8 km/h en la línea París-Estrasburgo. La década de los 90 marca para la SNCF la separación en dos empresas: SNCF y RFF. Esta última se queda con la titularidad de las infraestructuras, pero los equipos de mantenimiento y gestión siguen en la SNCF, a la que RFF subcontrata para mantener la red francesa. RFF se hizo cargo además de la deuda histórica de la SNCF. 
En 2005 la SNCF cambia de logotipo y de éslogan, pasando este a ser Donner au train des idées d'avance.
En julio de 2006 Anne Marie Idrac sucede a Louis Gallois en la presidencia. Este cargo lo ocupará hasta febrero de 2008, durante veinte meses, cuando Guillaume Pepy es nombrado presidente.

## Trenes

Líneas operadas por la SNCF.

SNCF opera una gran variedad de trenes. Los trenes de viajeros se dividen aproximadamente en los siguientes servicios:
- TGV: Trenes de alta velocidad, de los que SNCF es uno de los mayores operadores del mundo. Opera bajo las marcas TGV inOui y OUIGO. La segunda de estas se trata de una compañía de bajo coste, creada en 2013.
- Corail: eran trenes convencionales de larga distancia. Algunos trenes Corail incluyen un sobrenombre por tener características especiales: Corail Téoz (trenes reformados), Corail Lunéa (trenes nocturnos), etc. En la actualidad algunos de estos trenes han perdido el apelativo Corail, quedando como marca comercial en sobrenombre (Téoz, Lunea).
- Intercités: Trenes Corail pero que se dedican a servicios regionales. Se distinguen de los anteriores en que son servicios subvencionados.
- TER: Trenes regionales en general. Su gestión está transferida a las regiones francesas, por lo que existen numerosas divisiones TER (TER Picardie, TER Midi-Pyrénées, TER Languedoc-Roussillon, etc.)
- Transilien: Trenes de carácter metropolitano. Operan solo en Île-de-France.

También se operan numerosos servicios internacionales junto a otros operadores, como Eurostar, Thalys,, Lyria, Renfe-SNCF o Alleo. Desde 2004 se operan servicios de bajo coste bajo la marca iDTGV.